# Monadenia setosa
Monadenia setosa är en snäckart som beskrevs av Talmadge 1952. Monadenia setosa ingår i släktet Monadenia och familjen busksnäckor. IUCN kategoriserar arten globalt som sårbar. Inga underarter finns listade i Catalogue of Life.